# Gunnar Törnell
Gunnar Törnell, född 25 februari 1923 i Kungsholms församling, Stockholm, död 12 juli 2001 i Västerleds församling, Stockholm var en svensk läkare. Han var son till Erik Törnell.
Törnell blev legitimerad läkare i Uppsala 1951 och docent i röntgendiagnostik i Stockholm 1968. Han var underläkare på Sabbatsbergs sjukhus, Serafimerlasarettet och thoraxradiologiska avdelningen på Karolinska sjukhuset, biträdande överläkare vid röntgenavdelningen på Serafimerlasarettet 1965–1969, thoraxradiologiska avdelningen på Karolinska sjukhuset 1970, tillförordnad överläkare där 1970–1973 och överläkare 1973–1988. Han var ledamot av centrala bedömningsnämnden för dammlunga 1973–1980 och författade skrifter i röntgendiagnostik.